# Боја дима
Боја дима (мађ. Füstös képek) је роман мађарско ромског аутора Мењхерт Лакатоша (мађ. Menyhért Lakatos), објављен 1975. у издању Magvető és Szépirodalmi из Будимпеште.Роман је на хрватском језику објављен под насловом Слике у диму који је превела Леа Ковач (мађ. Lea Kovács), 2022. године. На српском језику књига није још преведена.

## О аутору
Мењхерт Лакатош (1926–2007) је мађарски ромски књижевник. Рођен у ромском селу Весту у округу Бекеш, сиромашном делу југоисточне Мађарске. Избегао је ромску судбину тако што се школовао. Касније постао учитељ и писац. Главна дела су му: Füstös képek, Angárka és Busladarfi, A hét szakállas farkas, A hosszú éjszakák meséi, A paramisák ivadékai, Az öreg fazék titka, Csandra szekere, Akik élni akartak, Átok és szerelem, A cigányság törzsi és nemzetiségi kérdései, A titok и Tenyérből mondtál jövendőt. 

## О књизи
У роамну Боја дима аутор приказује живот једне насеобине у Мађарској непосредно пред Други светски рат. Роман је пун забавних анегдота и бритких запажања о положају Рома у друштву. Прецизно, чак и антрополошки, представља свакодневни, понекад невероватни живот Рома у Мађарској.
Мењхерт Лакатош је у роман унео низ аутобиографских елемената. Прати одрастање и школовање младог Рома у Мађарској у периоду  пред почетак Другог светског рата до доласка нациста и одвођење Рома у концентрацине логоре, износећи веран приказ живота у ромској заједници и критички осврт на менталитет њених припадника.
Роман Боја дима представља први велики роман о источноевропским Ромима ромског аутора, роман који истражује унутрашње прилике дотад непознатог света Рома и њихове историје. Роман прати живот неименованог јунака који је приказан у животној доби  од једанаест до седамнаест година у ромском насељу у руралној Мађарској, непосредно пред почетак Другог светског рата и холокауста. У заједници у којој јунак романа живи владају племенски закони и обичаји, живе породице с много деце, стално су присутне крађе, прошење, прљавштина, глад, болести и жандарска бруталност. Истовремено, заједница живи страствено, у весељу и буци, с огромним поштовањем према земљи и прецима. Дечака случајно рани локални моћник и тада добија прилику за школовање. У том тренутку за њега започиње живот у два света: довољно је бистар да се добро сналази у школи, али превише дефинисан пореклом да би га потпуно прихватали. Године пролазе, главни јунак се све више окреће плановима о заради, сукобима с ауторитетима и адолесцентским пожудама, а у друштву све више јача фашизам.
Књига Боја дима приказује „цигански свет“ изнутра. Године 1975. је објављено прво издање романа и тада је шокирао и ромске и не ромске читаоце. Дело је касније објављено у 19 других земаља. Мењхерт Лакатош је приказао животе Рома који осамсто година живе у Европи - књига коју је написао представља књижевно остварење, књижевни подвиг, дело које открива унутрашње прилике до тада непознатог света. Приказао је Роме који су били весели, живахни, гласни и неподношљиви. Како је писање одмицало, задирући све дубље у кутке ромског света, дотицао је све више сегмента ромских живота, приказао је да осећају, размишљју, да су људи од крви и меса, који припадају месту где живе, да је то њихова земља, јер су и они израсли из те земље.